# Adam Mami
Adam Mami (Amsterdam, 10 juli 2001) is een Nederlands-Tunesisch voetballer die doorgaans speelt als aanvaller. In maart 2025 tekende hij voor MP Mikkeli.

## Clubcarrière
Mami speelde in de jeugd van de Amsterdamse amateurclubs WV-HEDW, SDZ en AFC, voor hij werd opgenomen in de jeugdopleiding van Vitesse. Na twee jaar keerde hij terug in Amsterdam om bij Real Sranang en opnieuw WV-HEDW te gaan spelen. Medio 2019 werd VVV-Venlo zijn tweede profclub. In december 2019 werd hij geselecteerd voor het Tunesisch voetbalelftal onder 20 jaar. In de zomer van 2021 verruilde hij VVV –21 transfervrij voor MVV Maastricht waar hij aansloot bij de selectie van het eerste elftal. Mami maakte op 9 augustus 2021 zijn professionele debuut namens MVV in de eerste speelronde van de Eerste divisie in het seizoen 2021/22. Op bezoek bij Jong FC Utrecht moest hij van coach Klaas Wels als reservespeler aan het duel beginnen. Hij zag vanaf de reservebank teamgenoot Orhan Džepar de score openen. In de blessuretijd mocht Mami invallen voor Marko Kleinen en er werd niet meer gescoord, waardoor MVV met 0–1 won. Aan het einde van het seizoen 2021/22 verliep de verbintenis van Mami bij MVV, waarop hij transfervrij vertrok. Hierop tekende hij voor een seizoen bij Lüneburger SK. Na een half seizoen besloten Mami en Lüneburger SK uit elkaar te gaan. In de zomer van 2023 tekende de transfervrije aanvaller een contract bij VfR Neumünster. Na een jaar vertrok hij en in maart 2025 vond Mami in MP Mikkeli een nieuwe club.

## Clubstatistieken
| Seizoen | Club           | Competitie                  | Competitie | Competitie | Beker | Beker | Internationaal | Internationaal | Totaal | Totaal |
| Seizoen | Club           | Competitie                  | Wed.       | Dlp.       | Wed.  | Dlp.  | Wed.           | Dlp.           | Wed.   | Dlp.   |
| ------- | -------------- | --------------------------- | ---------- | ---------- | ----- | ----- | -------------- | -------------- | ------ | ------ |
| 2021/22 | MVV Maastricht | Eerste divisie              | 11         | 0          | 0     | 0     | —              | —              | 11     | 0      |
| 2022/23 | Lüneburger SK  | Oberliga Niedersachsen      | 10         | 0          | 1     | 0     | —              | —              | 11     | 0      |
| 2022/23 | VfR Neumünster | Oberliga Schleswig-Holstein | 10         | 0          | 0     | 0     | —              | —              | 0      | 0      |
| Totaal  | Totaal         | Totaal                      | 31         | 0          | 1     | 0     | 0              | 0              | 32     | 0      |

Bijgewerkt op 18 maart 2025.